# Forschungsgemeinschaft Deutsches Ahnenerbe
Die Forschungsgemeinschaft Deutsches Ahnenerbe e. V. war eine Forschungseinrichtung der SS, die am 1. Juli 1935 von Heinrich Himmler (Reichsführer SS) und dem niederländischen Privatgelehrten Herman Wirth als „‚Deutsches Ahnenerbe‘ Studiengesellschaft für Geistesurgeschichte e. V.“ gegründet worden war. Sie firmierte ab 20. März 1937 als „Das Ahnenerbe e. V.“ Seit dem 17. März 1942 bestand die auch als SS-Ahnenerbe bezeichnete Gemeinschaft parallel als Amt A innerhalb des „Hauptamtes Persönlicher Stab Reichsführer-SS“. Es ist nicht zu verwechseln mit der Ahnenerbe-Stiftung. Diese 1937 ins Leben gerufene „gemeinnützige“ Institution hatte das Ziel, als Finanzträger der Forschungsgemeinschaft zu fungieren. Dafür musste die Anton Loibl GmbH auf Anweisung Himmlers jährlich bestimmte Gewinnanteile an die Stiftung abführen.

Emblem der Forschungsgemeinschaft Deutsches Ahnenerbe

Nach außen standen archäologische, anthropologische und geschichtliche Forschungen sowie Expeditionen als Arbeitsgegenstand. Eigentlich jedoch war es ein Instrument nationalsozialistischer Kulturpolitik. Während des Zweiten Weltkrieges beteiligte sich das Ahnenerbe am systematischen Kunstraub. Seine Leitungsebene war identisch mit der aus dem Ahnenerbe hervorgegangenen „Institut für wehrwissenschaftliche Zweckforschung“, das für andere Einrichtungen wie die Luftwaffe, aber auch eigeninitiativ Menschenversuche in nationalsozialistischen Konzentrationslagern wie Natzweiler-Struthof und Dachau sowie dessen Außenlagern Schlachters, Forelle und Lochau durchführte. Daneben nutzte der stark an okkulten Themen interessierte Himmler das Ahnenerbe als Apparat für weitere Projekte im persönlichen Interesse.
Amtschef des Amtes A im Hauptamt Persönlicher Stab Reichsführer-SS war ab dem 17. März 1942 der Indologe und Ahnenerbe-Kurator Walther Wüst, sein Stellvertreter war der Reichsgeschäftsführer des SS-Ahnenerbes Wolfram Sievers. Ahnenerbe-Präsident Himmler war auch in dieser Konstellation formal Vorgesetzter. Über das Amt A wurden 197 von 281 angeforderten Planstellen (Stand 1943) des Ahnenerbes bezahlt, für die restlichen 84 Stellen kam Das Ahnenerbe e. V. auf.
Die Organisation ermöglichte einigen ariosophisch -okkultistischen Protagonisten wie Herman Wirth und Karl Maria Wiligut eine zumindest zeitweise prestigeträchtige Integration in das nationalsozialistische System. Demgegenüber wurden etliche völkische Gruppierungen verboten, einzelne Vertreter wie der Runenokkultist Friedrich Bernhard Marby wurden verhaftet oder wie Ernst Wachler zunehmend marginalisiert. Im Laufe der Zeit entwickelte sich die Einrichtung zu einem berüchtigten Dreh- und Angelpunkt für Fiktion, Pseudoarchäologie und Verschwörungstheorien.

## Gründungszweck und Institute
Mit der Gründung der Forschungsgemeinschaft Deutsches Ahnenerbe 1935 in Berlin baute sich Himmler eine personenbezogene Institution auf, deren Aufgabe es sein sollte, „Raum, Geist, Tat und Erbe des nordrassischen Indogermanismus zu erforschen“. Das eigentliche Ziel jedoch bestand in der Infiltration der nationalsozialistischen Ideologie in- und außerhalb der bestehenden Strukturen des NS-Herrschaftsapparates, um Himmler letztendlich seine Stellung im nationalsozialistischen Machtapparat auf Dauer zu sichern. Das bezog die schrittweise Überstülpung der Weltanschauung und politischen Macht der SS auf das bestehende deutsche Kultur- und Geistesleben ein. So wurde bereits 1936 als unmittelbare Aufgabe formuliert, den „erbmäßigen Eigenwert der Deutschen Seele zu schützen, zu erhalten und vor Verkümmerung zu bewahren“. Dazu hofften die Gründer, mit einer solchen Institution ihre weltanschaulichen Positionen für das zukünftige Deutsche Reich „wissenschaftlich“ absichern zu können, um ihnen mehr Gewicht zu verleihen. Das auf den ersten Blick verwirrende und abstruse Spektrum an Untersuchungsbereichen der Institute der Forschungsgemeinschaft Deutsches Ahnenerbe diente in seiner Gesamtheit dem Zweck, die NS-Rassenideologie des „Arischen Herrenmenschen“ wissenschaftlich zu untermauern und daraus abgeleitete Verbrechen wie ethnische und kulturelle Verfolgung pseudowissenschaftlich zu legitimieren. Himmler selbst ließ sich um die Jahreswende 1938/1939 zum Präsidenten der Forschungsgemeinschaft erheben.
Mittels einiger Institute – wie dem „Institut für wehrwissenschaftliche Zweckforschung“ oder dem später in dieses integrierte Entomologische Institut – wurde versucht, das Ahnenerbe zu erhalten, dessen Forschungen bislang eher weniger kriegswichtig waren. Insbesondere Wolfram Sievers strebte als faktischer Direktor des Instituts für wehrwissenschaftliche Zweckforschung danach, wehrmedizinische Erkenntnisse zu erlangen, um Himmler als Chef der Waffen-SS gegenüber den Chefs der anderen Teilstreitkräfte politisches Kapital zu verschaffen. Zudem versuchte er, über die geplanten Einkünfte, beispielsweise für das Hämostyptikum „Polygal“ oder das Rostschutzmittel „Sicabo“, das Ahnenerbe noch unabhängiger von bisherigen Finanzierungsstrukturen zu machen. In den unverdächtig erscheinenden Instituten für Volkskunde und Kunst gewann man wichtige Informationen für die Germanisierung eroberter Gebiete und das Erschließen von Geldquellen durch den Raub von Kunstschätzen.
Das Ahnenerbe der SS begann seine Tätigkeit im Sommer 1935 in Berlin C 2 (Berlin-Mitte), Brüderstraße 29/31, in doppelter Form abgedeckt durch das am gleichen Standort etablierte Kaufhaus „Rudolf Hertzog“ und als eingetragener Verein mit der Bezeichnung als „Studiengesellschaft für Geistesurgeschichte“. Herman Wirth war im April gleichen Jahres in eine Wohnung unter dieser Adresse gezogen und hatte hier mit der Organisation einer Freilichtschau „Lebensbaum im germanischen Brauchtum“ begonnen. Heinrich Himmler war Vorsitzender des Kuratoriums vom Ahnenerbe. Bereits ein Jahr später erfolgte eine Änderung des Namens in „Das Ahnenerbe“ und eine Satzungsänderung, die durch einen Brief auf dem Kopfbogen des Reichsführer-SS beantragt wurde. Auf Grund der Erweiterung des Arbeitsgegenstandes und Zugliederung von neuem Personal wurde 1937 ein weiterer Standort in die Raupachstraße 9 in Berlin eröffnet. Ab 1939 übernahm die Institution das arisierte Anwesen von Rudolf Löb in der Pücklerstraße 16 in Berlin-Dahlem. Unter Beibehaltung dieser Adresse zog die Führungsebene um Wolfram Sievers im August 1943 ins weniger bombengefährdete Waischenfeld in Oberfranken, wo es das ehemalige Rentamtsgebäude vom „SS-Hauptamt Volksdeutsche Mittelstelle“ übernahm.

## Verhältnis zu anderen Einrichtungen
Durch den Fokus der ersten Jahre des Ahnenerbes auf germanische Geschichte und Vorgeschichte waren Konflikte mit anderen nationalsozialistischen „Forschungseinrichtungen“ abzusehen. An erster Stelle ist dabei das Amt Rosenberg zu nennen, dessen Leiter Alfred Rosenberg sich schon vor der Gründung des Ahnenerbes einen ideologischen Kleinkrieg mit Herman Wirth lieferte. Ein anderer Konkurrent war in den ersten Jahren Karl Maria Wiligut, der Leiter des Amtes für Vor- und Frühgeschichte im Rasse- und Siedlungshauptamt. Da Himmler ihn als eine Art persönliches Medium betrachtete, war das Ahnenerbe gezwungen mit Wiligut zusammenzuarbeiten, dessen bizarre Gedankenwelt keinerlei Anspruch auf Wissenschaftlichkeit erheben konnte.

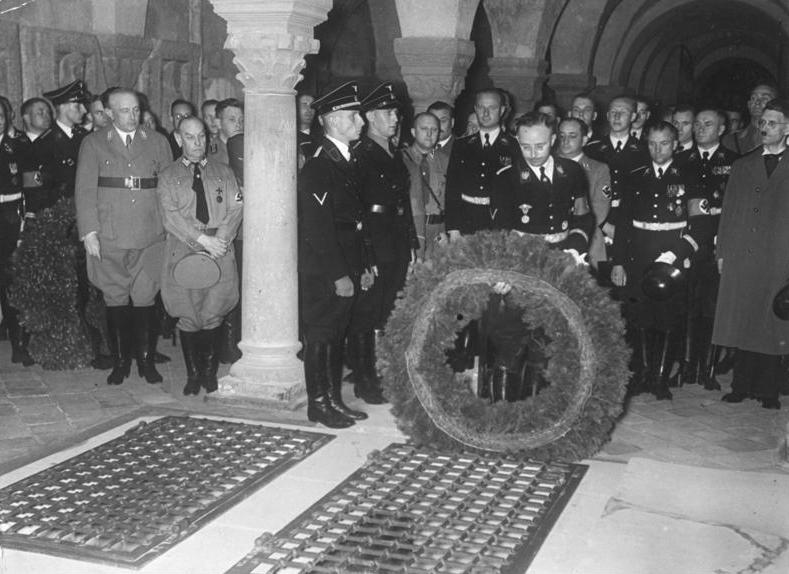
„Heinrichsfeier“ 1938: Himmler legt einen Kranz am Grab von Heinrich I. in der Stiftskirche Quedlinburg ab. Die „Heinrichsfeiern“ wurden 1936 bis 1939 von der SS begangen, nachdem Archäologen des Ahnenerbes dort mit der Suche nach den Gebeinen Heinrichs I. begonnen hatten.

## Vorkriegszeit
Im Oktober 1936 wurde die „Pflegstätte für Germanenkunde“ in Detmold (Hermannsdenkmal) übernommen. Zur Pflegstätte gehörte auch der sogenannte „Führungsdienst Externsteine“, betreut durch Wilhelm Teudt. Diese Sandstein-Felsformationen wurden als „Kultstätte der Ahnen“ verehrt. Auch vermutete man dort den Ort einer Irminsäule, die von Karl dem Großen zerstört worden sei.
Gemäß Himmlers Befehl vom 11. August 1938 schieden Ende Oktober desselben Jahres alle mit wissenschaftlichen Forschungsfragen befassten Mitarbeiter aus dem Rasse- und Siedlungshauptamt aus. Die Abteilungsleiter wurden in den Persönlichen Stab Reichsführer-SS übernommen. Einige Mitarbeiter arbeiteten nebenberuflich für das Ahnenerbe. Mit der Satzungsänderung des Ahnenerbes vom 20. März 1937 war es Himmler gelungen, den Einfluss Walther Darrés auf das Ahnenerbe auszuschalten. Dieser hatte über den Reichsnährstand das Ahnenerbe in den ersten Jahren erheblich mitfinanziert und seine Gewährsleute George Ebrecht, Richard Hintmann und Erwin Metzner im Ahnenerbe als einflussreiche Gründungsmitglieder platziert.
In der Satzung wurde ebenfalls Wirth aus der Führungsebene des Vereins verdrängt. Dessen spekulative und skurrile Ideen standen im Widerspruch zu dem angestrebten Ideal echter Wissenschaftlichkeit. Unter der Leitung von Wolfram Sievers als Reichsgeschäftsführer und Walther Wüst als Präsident (bis 1. Januar 1939) expandierte das Ahnenerbe beträchtlich. Es umfasste bald mehrere Dutzend Forschungsabteilungen. Hinzu kamen Fotolabore, ein Museum, eine Bildhauerwerkstatt sowie mehrere Bibliotheken und Archive in München, Salzburg und Detmold. Die Finanzierung und Auswertung von Ausgrabungen (u. a. im Quedlinburger Dom, wo die Gebeine Heinrichs I. gesucht wurden, in Haithabu durch Herbert Jankuhn) sowie von Expeditionen wie der Tibet-Expedition unter Leitung von Ernst Schäfer 1938 machte sich der Verein ebenso zur Aufgabe wie die Veranstaltung von Tagungen und Kongressen. Für die Grabungen von Haithabu wurde über die Hälfte des zur Verfügung stehenden Ausgrabungsetats verwendet. Gleichzeitig versuchte man gemeinsam mit dem Sicherheitsdienst (SD) der SS Einfluss auf die offizielle Wissenschaftspolitik zu nehmen und die Besetzung von Lehrstühlen zu kontrollieren.

## Aktivitäten während des Krieges
Nach dem Ausbruch des Zweiten Weltkriegs änderte sich die Ausrichtung des Ahnenerbes. Der Raub von Kulturgütern in den besetzten Gebieten wurde maßgeblich von hauptamtlichen Mitarbeitern organisiert. In den „germanischen“ Ländern Belgien, Dänemark, Niederlande und Norwegen warb man im Rahmen eines „Germanischen Wissenschaftseinsatzes“ Freiwillige für die Waffen-SS an. Parallel dazu versuchte man durch Projekte, die das vermeintlich gemeinsame germanische Erbe in den Mittelpunkt rückten, Autonomie- und Widerstandsbewegungen zu schwächen und stärker an das kommende Reich nach dem Krieg zu binden. Im Kontext der Option in Südtirol wirkte in den Jahren 1940–1943 eine vom Ahnenerbe geleitete Kulturkommission, die eine systematische Erhebung von materiellem und immateriellem Kulturgut vornahm.

## Institute bzw. Abteilungen des Ahnenerbes
Bis 1943/44 waren die Abteilungen des Ahnenerbes in verschiedenem Ausmaße realisiert, einige nur geplant und weitere wieder aufgelöst oder umorganisiert worden, so dass sich für diese Zeit folgende Übersicht ergibt:

### Realisierte „Naturwissenschaftliche Lehr- und Forschungsstätten“
- Abteilung für angewandte Geologie
  - Leiter: Josef Wimmer
- Abteilung für Astronomie (Sternwarte Grünwald)
  - Leiter: Philipp Fauth
- Abteilung für Biologie
  - Leiter: Walter Greite
- Abteilung für Botanik
  - Leiter: Philipp von Lützelburg
- Abteilung für darstellende und angewandte Naturkunde, „Haus der Natur Salzburg“
  - Leiter: Eduard Paul Tratz
- Forschungsstätte Innerasien und Expeditionen (seit 1943 parallel existent als vom Reich finanziertes An-Institut der Universität München unter dem Rubrum Reichsinstitut Sven Hedin)
  - Leiter: Ernst Schäfer
- Forschungsstätte für Karst- und Höhlenkunde
  - Leiter: Hans Brand, Nachfolger von Walther Steinhäuser
- Abteilung für naturwissenschaftliche Vorgeschichte
  - Leiter: Rudolf Schütrumpf
- Forschungsstätte für Pflanzengenetik
  - Leiter: Heinz Brücher
- Abteilung Provinzialstelle für Wurtenforschung (heute Niedersächsisches Institut für historische Küstenforschung)[15]
  - Leiter: Werner Haarnagel
- Abteilung für Wetterkunde (Geophysik)
  - zeitweiliger Leiter: Hans Robert Scultetus

### Aus dem Ahnenerbe hervorgegangen
Entomologisches Institut der Waffen-SS (1942 integriert in das Institut für wehrwissenschaftliche Zweckforschung)
- Leiter: Eduard May

Institut für Wehrwissenschaftliche Zweckforschung der Waffen-SS
- Direktor: Wolfram Sievers

Arbeitende Abteilungen:
- Abteilung R
  - Leiter: Sigmund Rascher

- Abteilung P (entstanden aus Umbenennung und Fortführung der Abteilung R durch Plötner)
  - Leiter: Kurt Plötner

- Abteilung H
  - Leiter: August Hirt

- Abteilung Entomologisches Institut
  - Leiter: Eduard May

- Abteilung M (für Mathematische Abteilung)
  - Leiter: Karl-Heinz Boseck (stand in Verbindung mit Alwin Walther und in Konkurrenz zu Kurt Walter)

- Abteilung L (formal nicht integriert, laut Reitzenstein eine faktische Abteilung)
  - Leiter: Philipp von Lützelburg

Bis 1944 nicht arbeitende und/oder im Aufbau befindliche Abteilungen:
- Abteilung für Züchtungsforschung
  - Leiter: Ernst Schäfer

- Karstwissenschaftliche Abteilung (laut Reitzenstein identisch mit Forschungsstätte für Karst- und Höhlenkunde, zur besseren Versorgung durch Sievers als „kriegswichtige Forschungsstelle“ auf dem Papier eingestuft)
  - Leiter: Hans Brand

- Institut für Grenz- und Auslandsforschung
  - Leiter: Karl Christian von Loesch

- Forschungsstätte für Pflanzengenetik
  - Leiter: Heinz Brücher

### Realisierte „Geistes- und kulturwissenschaftliche Lehr- und Forschungsstätten“
- Abteilung für angewandte Sprachsoziologie
  - Leiter: Georg Schmidt-Rohr
- Abteilung für Ausgrabungen
  - Leiter: Herbert Jankuhn, Nachfolger von Hans Schleif
- Abteilung für den Vorderen Orient
  - Leiter: Viktor Christian
- Abteilung für deutsche Volkskunde (Volksforschung und Volkskunde)
  - Leiter: Heinrich Harmjanz
- Abteilung für germanisch-deutsche Volkskunde
  - Leiter: Richard Wolfram
- Abteilung für germanische Kulturwissenschaft und Landschaftskunde
  - Leiter: Joseph Otto Plassmann
- Abteilung für germanische Sprachwissenschaft und Landschaftskunde
  - Leiter: Bruno Schweizer
- Abteilung für germanisches Bauwesen
  - Leiter: Martin Rudolph
- Abteilung für Hausmarken und Sippenzeichen
  - Leiter: bis 1939 Karl Konrad Ruppel, danach vakant
- Abteilung Deutschrechtliches Institut der Universität Bonn[16]
  - Leiter: Karl August Eckhardt, Hauptmitarbeiter: Falk Zipperer
- Abteilung für indogermanisch-deutsche Rechtsgeschichte
  - als Leiter erst vorgesehen: Karl August Eckhardt; dann kommissarischer Leiter: Wilhelm Ebel
- Abteilung für indogermanisch-finnische Kulturbeziehungen
  - Leiter: bis 1939 Yrjö von Grönhagen, danach vakant
- Abteilung für indogermanische Glaubensgeschichte
  - Leiter: Otto Huth
- Abteilung für keltische Volksforschung
  - Leiter: Ludwig Mühlhausen
- Abteilung für Klassische Philologie und Altertumskunde (Klassische Altertumswissenschaft)
  - Leiter: Rudolf Till (Latein), Franz Dirlmeier (Griechisch)
- Abteilung für Märchen- und Sagenkunde
  - Leiter: Joseph Otto Plassmann
- Abteilung für Mittellatein
  - Leiter: Paul Lehmann
- Abteilung für nordafrikanische Kulturwissenschaft
  - Leiter: Otto Rössler
- Abteilung für Ortung und Landschaftssinnbilder
  - Leiter: Werner Müller
- Abteilung für Schrift- und Sinnbildkunde (Runenkunde)
  - Leiter: Wolfgang Krause; Kater zufolge erst Herman Wirth, dann Karl Theodor Weigel
- Abteilung für indogermanisch-germanische Sprach- und Kulturwissenschaft
  - Vorher: Abteilung für Wortkunde (indogermanisch-arische Sprach- und Kulturwissenschaft)
  - Leiter: Richard von Kienle als Nachfolger von Walther Wüst

### Bis 1944 wieder aufgelöste oder umorganisierte, neu eingegliederte Abteilungen
- Abteilung für Alte Geschichte
  - Leiter: Franz Altheim
- Abteilung für Geologie und Mineralogie
  - Leiter: Rolf Höhne
- Abteilung für Germanenkunde
  - Leiter: Wilhelm Teudt
- Abteilung für mittlere und neuere Geschichte
  - Leiter: Hermann Löffler

### Geplante, aber nicht nachgewiesene Abteilungen
- Abteilung für die gesamte Naturwissenschaft
- Abteilung für Friesenkunde
  - Zeitweilig vorgesehener Leiter: Otto Maußer
- Abteilung für germanische Kunst
  - Vorgesehener Leiter: Karl Ginhart
- Abteilung für indogermanisch-deutsche Musikwissenschaft
  - Vorgesehener Leiter: Alfred Quellmalz
- Abteilung für Philosophie
  - Vorgesehener Leiter: Kurt Schilling
- Abteilung zur Überprüfung der sogenannten Geheimwissenschaften
- Abteilung für Urgeschichte
  - Vorgesehener Leiter: Assien Bohmers
- Abteilung für Volksmedizin
  - Vorgesehener Leiter: Alexander Berg

## Menschenversuche

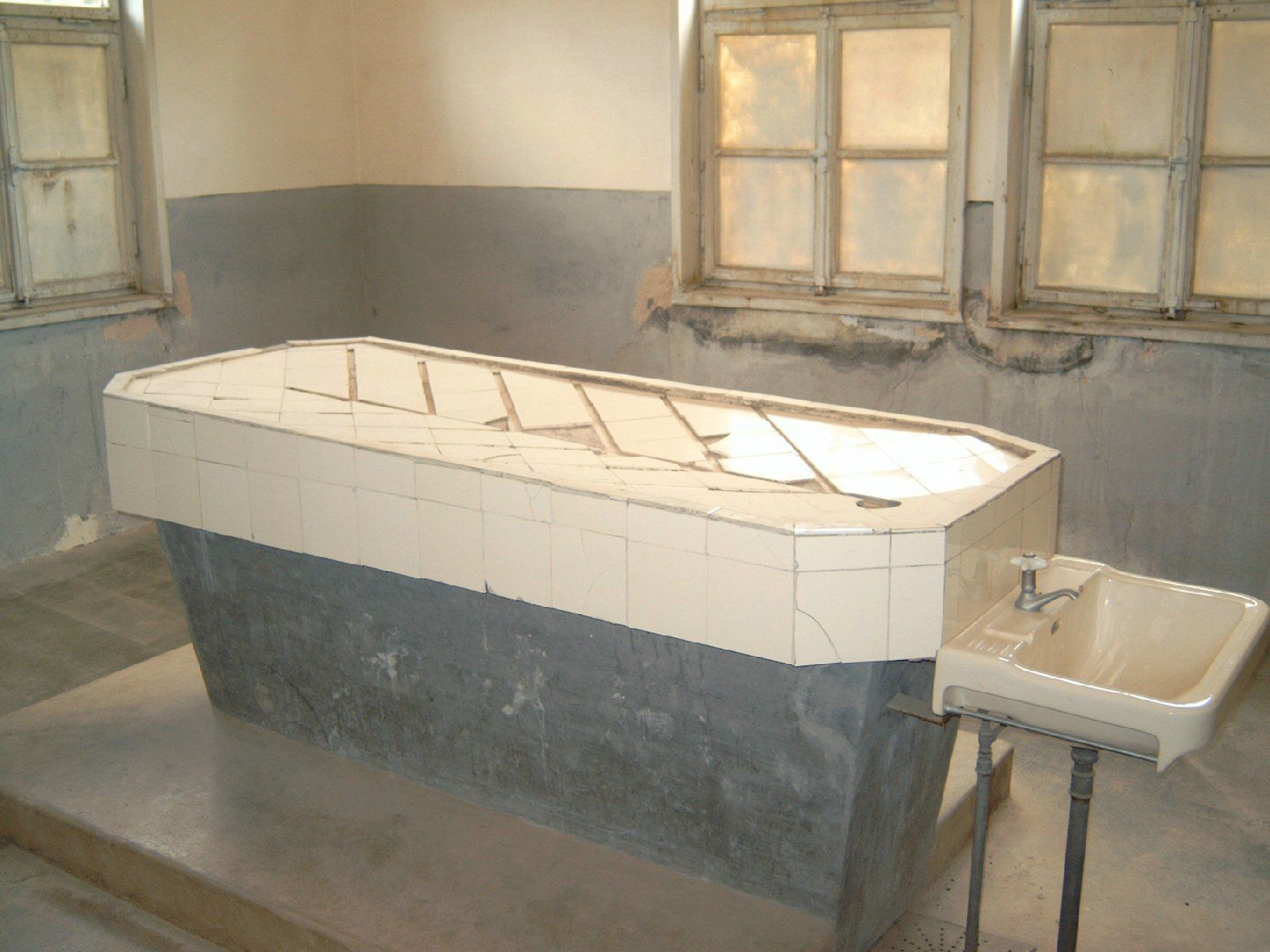
Raum für medizinische Experimente, Seziertisch, KZ Natzweiler-Struthof

1942 wurde unter dem Dach des Ahnenerbes mit Mitteln der Waffen-SS das „Institut für wehrwissenschaftliche Zweckforschung“ gegründet. Dieses Institut führte tödliche Menschenversuche an KZ-Häftlingen in den Konzentrationslagern Dachau und Natzweiler durch; einige der beteiligten Ärzte waren Mitglieder der Waffen-SS. Sigmund Rascher führte in Dachau Unterdruck- und Kälteexperimente durch, August Hirt in Natzweiler Experimente mit Kampfstoffen. Er selbst, bzw. sein Assistent Karl Kaspar Wimmer, experimentierten mit flüssigem Lost. Formal stand der mit gasförmigem Phosgen experimentierende Otto Bickenbach unter Hirts Leitung. Diese Menschenversuche waren auch Gegenstand des Nürnberger Ärzteprozesses.
Im Juni 1943 wählten die Anthropologen SS-Hauptsturmführer Bruno Beger und Hans Fleischhacker in Auschwitz 115 Häftlinge aus, darunter 109 Juden, und begannen diese zu vermessen. Beger zeigte sich enttäuscht, in Auschwitz nur vier Innerasiaten (sowjetische Kriegsgefangene) gefunden zu haben. Nachdem er aufgrund einer Fleckfieberepidemie aus Auschwitz abreiste, wurden 86 noch nicht ausgemessene Juden zum KZ Natzweiler-Struthof verschleppt und dort im August 1943 vom Lagerkommandanten Josef Kramer in einer eilig improvisierten Gaskammer mit einem Blausäurederivat ermordet. Die Leichen wurden in die Anatomie der Reichsuniversität Straßburg verlegt, wo sie bei der Befreiung Straßburgs am 23. November 1944 als „Straßburger Schädelsammlung“ aufgefunden wurden. Sievers behauptete beim Nürnberger Ärzteprozess, der Professor der Reichsuniversität Straßburg, August Hirt, habe für die Universität ein Museum mit toten Juden geplant und bestätigte so den Zeugen der Anklage, Henri Henripierre. Dieser hatte als Heinrich Heinzpeter für Hirt die Leichen konserviert und erhielt bis März 1945 von der SS monatliche Zahlungen. Beger stellte in seinen Arbeiten Zusammenhänge zwischen seinem Besuch in Auschwitz und seiner „Mongolenforschung“ her. Er hatte nie Judenforschung betrieben und war von 1938 bis 1945 ausschließlich mit dem Beweis der These Blumenbachs befasst, wonach der Ursprung der Europäer in Tibet liege. Lebensechte Dioramen, bis heute im Haus der Natur Salzburg ausgestellt, sollten den Besucher von Asien bis Nordeuropa führen.

## Nürnberger Prozesse

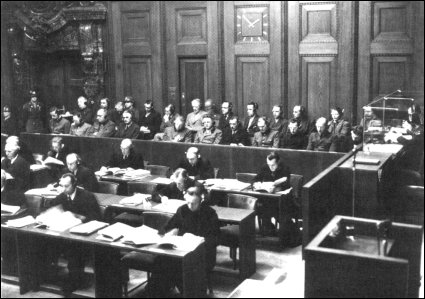
Die 23 Angeklagten im Nürnberger Ärzteprozess, 1946/47

Der Nürnberger Prozess gegen die Hauptkriegsverbrecher erklärte das „Ahnenerbe“ im Gegensatz zur SS nicht als verbrecherische Organisation.
Nur Wolfram Sievers wurde als Reichsgeschäftsführer des Ahnenerbes im Nürnberger Ärzteprozess am 20. August 1947 zum Tode verurteilt und am 2. Juni 1948 in Landsberg hingerichtet. Sigmund Rascher war noch vor Kriegsende in Ungnade gefallen und am 26. April 1945 auf Anordnung Himmlers in Dachau hingerichtet worden.
Die meisten Mitarbeiter des Ahnenerbes fassten nach einer mehr oder weniger kurzen Karriereunterbrechung in ihrem Fachgebiet wieder Fuß. 1980 stand die Eröffnung eines Museums, mit dem Wirth seine Ideologie verbreiten wollte, kurz bevor. Erst ein Spiegel-Artikel, der Wirths Vergangenheit an die Öffentlichkeit brachte, konnte das Museum verhindern. Dennoch findet das Gedankengut immer noch seine Anhänger.
Warum Wissenschaftler so bereitwillig im Ahnenerbe mitgearbeitet haben, lässt sich nur mutmaßen. Dabei waren offenbar nicht alle überzeugte Nationalsozialisten, viele, wie der an zentraler Stelle forschende Eduard May, gehörten überhaupt keiner NS-Organisation an. Für viele mögen die umfangreichen Forschungsförderungen entscheidend gewesen sein, aber auch die Möglichkeit, Wissenschaft im Bereich der Archäologie, die umfassend finanziert wurden, zu betreiben; überdies dürfte die Forschung ohne behindernde ethische Grenzen anziehend gewirkt haben – wobei festzuhalten ist, dass es sich nur teilweise um Forschung im wissenschaftlichen Sinne handelte.

## Pseudoarchäologie
Nach dem Anthropologen Jeb J. Card sei das Ahnenerbe eine bizarre Forschungseinrichtung gewesen, die ein berüchtigter Dreh- und Angelpunkt für Fiktion, Pseudoarchäologie und Verschwörungstheorien war. Der Glaube an Runenmagie, übernatürliche Waffen, mystische Artefakte, den heiligen Gral und Atlantis hätte nach Card unmittelbar geholfen, Massenmord zu rechtfertigen. 

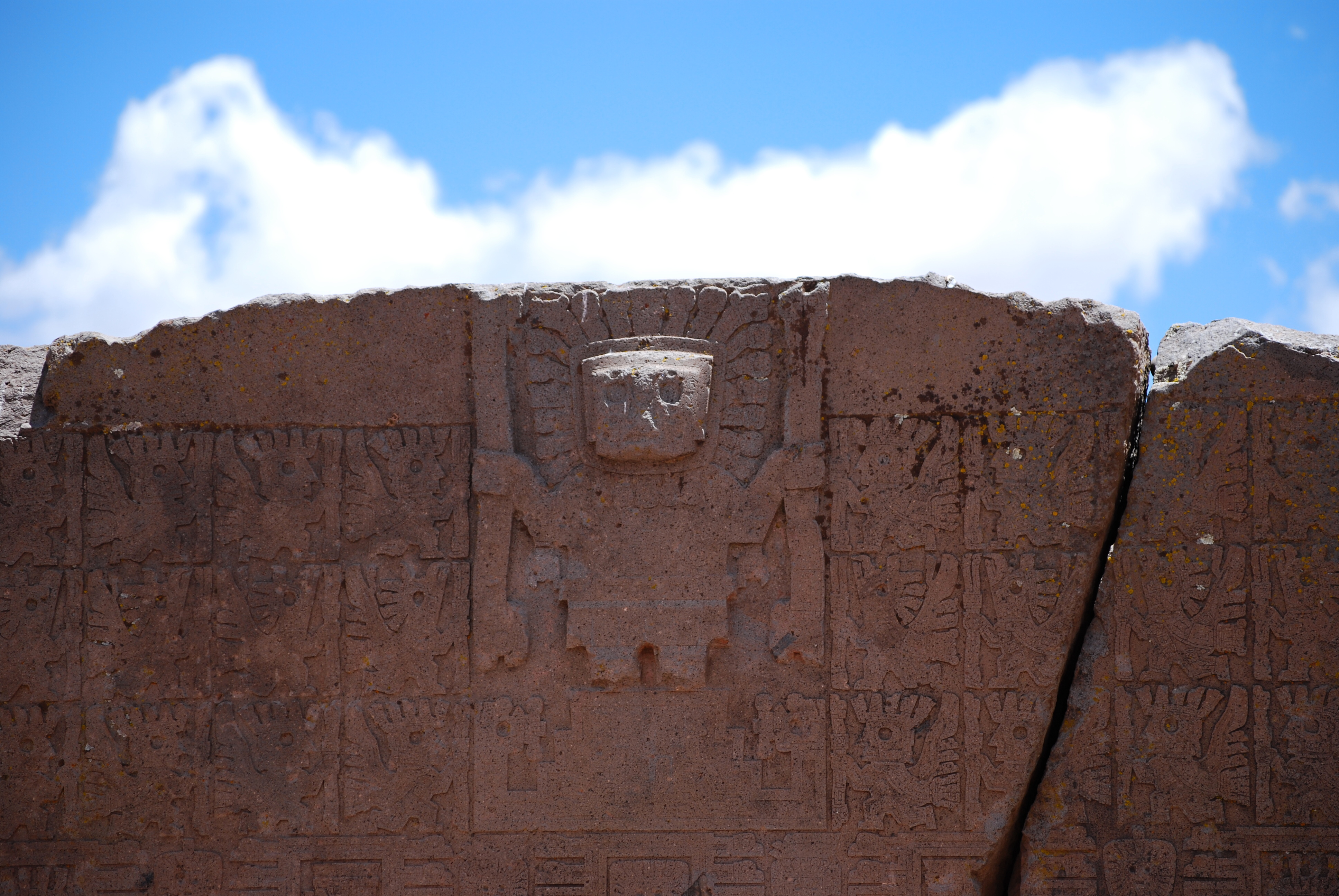
Fries des Sonnentores von Tiwanaku, anhand dessen Edmund Kiss die Einwanderung der Urarier datierte.

Ein Beispiel für die pseudoarchäologischen Aktivitäten der Einrichtung sind die Planungen von Ausgrabungen in Tiwanaku basierend auf den pseudowissenschaftlichen Vorstellungen von Edmund Kiss. Kiss erforschte Tiwanaku für die SS und war ein Vertreter der pseudowissenschaftlichen Welteislehre des Mathematik-hassenden Ingenieurs Hanns Hörbiger, welche das offizielle Dogma der SS darstellte. Kiss erklärte Tiwanaku zu einer von nordisch-germanischen Menschen gegründeten Stadt, da er den indigenen Ureinwohnern nicht zutraute, solche imposante Bauwerke zu errichten. Die Einwanderung der Urarier datierte er anhand des Sonnentors auf einen Zeitpunkt vor mehreren Millionen Jahren. Sein Buch Das Sonnentor von Tihuanaku und Hörbigers Welteislehre inspirierte populärwissenschaftliche Artikel in Naziveröffentlichungen, wie zum Beispiel dem offiziellen Magazin der Hitlerjugend. Die Veröffentlichung dieses Buches brachte Kiss die Aufmerksamkeit von Heinrich Himmler. Himmler war so begeistert von Kiss’ Theorien, dass er eine ledergebundene Kopie von Das Sonnentor von Tihuanaku und Hörbigers Welteislehre Adolf Hitler zu Weihnachten schenkte. Kiss hatte die Absicht, seine Forschungen in Südamerika mit einer zwanzigköpfigen Ahnenerbe-Forschergruppe fortzuführen. Von den Ausgrabungen erhoffte er sich Belege für eine Herrenrasse zu finden, die seiner Ansicht nach einst Amerika bevölkert hatte. Die geplante Expedition stimmte Himmler und Wüst derart enthusiastisch, dass Wüst Forschungsresultate erwartete, von denen er glaubte, sie könnten eine revolutionäre Wichtigkeit für die Geschichte der Menschheit haben. Schließlich wurde die Expedition aufgrund des deutschen Überfalls auf Polen auf unbestimmte Zeit verschoben, Kiss schloss sich der Waffen-SS an und wurde Kommandant der Wache von Hitlers Hauptquartier Wolfschanze.

## Aufarbeitung und Rezeption
Wissenschaftsgeschichtlich wurde die Tätigkeit des SS-Ahnenerbes vor allem dank der Arbeiten von Michael H. Kater seit den 1960er Jahren im Detail aufgearbeitet. Dabei wurde erstmals der breite personelle Unterbau sichtbar, auf den sich die „wissenschaftliche“ Tätigkeit der Einrichtung stützen konnte. Viele der in die Aktivitäten des Ahnenerbes verstrickten Intellektuellen konnten nach 1945 ihre Karrieren ungehindert fortsetzen und dabei oftmals sogar auf ihre Feldforschungen im Kontext des Krieges zurückgreifen.
Eine künstlerisch orientierte Aufarbeitung gelang seit 2014 dem irischen Künstler Gareth Kennedy, der die intensive Tätigkeit des SS-Ahnenerbes in Südtirol – im Zusammenhang der sogenannten Option – zum Ausgangspunkt seiner auf Aufklärung der Motive gerichteten Bestrebungen machte.

## Film
- David Korn-Brzoza: Blut und Boden. Nazi-Wissenschaft. Frz. Originaltitel Sciences Nazies. La Race, le sol et le sang. Dokumentation. Arte France, 2017. 1:37 min.[30]